# ليه ميتشيل
ليه ميتشيل (بالإنجليزية: Les Mitchell)‏ هو لاعب كرة قدم أسترالية أسترالي، ولد في 15 أبريل 1891 في فيتزوري ‏ في أستراليا، وتوفي في 5 أغسطس 1957 في رندويك ‏ في أستراليا.

## وصلات خارجية
- ليه ميتشيل على موقع AustralianFootball.com (الإنجليزية)
- ليه ميتشيل على موقع AFLtables.com (الإنجليزية)